# Glycyphana torquata
Glycyphana torquata är en skalbaggsart som beskrevs av Fabricius 1801. Glycyphana torquata ingår i släktet Glycyphana och familjen Cetoniidae. Inga underarter finns listade i Catalogue of Life.